# East Hartford, England
East Hartford är en by i civil parish Seaton Valley, i grevskapet Northumberland i England. Byn är belägen 10 km från Morpeth. East Hartford var en civil parish 1866–1935 när blev den en del av Seaton Valley. Civil parish hade 1 421 invånare år 1931.